# Keteň
Keteň je malá vesnice, část obce Jičíněves v okrese Jičín. Nachází se asi 2,5 km na západ od Jičíněvsi. V roce 2009 zde bylo evidováno 44 adres. V roce 2001 zde trvale žilo 36 obyvatel.

## Historie
Název je odvozován od osobního jména Květen. Lze se domnívat, že osoba s tímto jménem byla majitelem či zakladatelem vsi. První písemná zmínka o vsi pochází z roku 1318. V první čtvrtině 14. století vedl majitel několika statků na Jičínsku zeman Vok z Rotštejna (Wok de Rotsteyna) spory s okolními zemany. Ti začali Vokovy statky plenit a působit značné škody na jeho majetku. Zeman Vok se s každým z nich soudil. V zápisech půhonných knih desk zemských se nachází zmínka o plenění vsi.
V 15. století patřila ves několika majitelům. V sedmdesátých letech 15. století patřily místní statky Bernartovi řečenému Birka z Násilé, který je postoupil roku 1477 minoritům kláštera svatého Jakuba v Praze. Jan Čelák z Mečíře zde vlastnil také statky, které po jeho smrti prodala vdova Bohuslavu Hrůzovi z Chelčic roku 1474.
Statky, které nespravovala církev, byly drobnými zemany do roku 1487 prodány a tak připojeny k velišskému panství. V roce 1487 tuto část vsi jako součást panství prodal Samuel z Hrádku a Valečova Mikuláši staršímu Trčkovi z Lípy a na Vlašimi. Trčkové z Lípy měli ves ve svém majetku do roku 1544 a následně od roku 1587 do roku 1606, kdy celé velišské panství koupil Jindřich Matyáš Thurn. Počátkem 17. století získal zdejší statky Albrecht z Valdštejna. Po jeho smrti císařskými konfiskacemi a v souvislosti s událostmi třicetileté války se Keteň stala součástí jičínského panství hraběcí rodiny Šliků.
Tereziánský katastr evidoval ve vsi dvanáct hospodářů. Většina zdejších obyvatel se živila předením. Byl zde evidován jeden tkadlec a šenkýř. V roce 1835 žilo v obci 175 obyvatel ve dvaceti devíti domech. Živilo je zemědělství a ovocnářství. V rámci reorganizace státní správy se ves stala v roce 1868 součástí soudního okresu Libáň, který spadal pod jičínské okresní hejtmanství.

### Dvacáté století
Z původních pěti živnostníků na počátku 20. století (kovář, kolář, kupec a dva hostinští) přibyli během prvního čtvrtletí 20. století další – obuvník, další kovář, dva krejčí, pět zedníků, a dva tesaři. Ve vsi byl jeden hostinec a obchod se smíšeným zbožím. Dobrovolný spolek hasičů byl založen v roce 1909.
Historie vesnice po roce 1918 byla zaznamenávána v místních kronikách od roku 1924. Prvním kronikářem byl Josef Hlaváček (čp. 15). V roce 1921 zde žilo 226 obyvatel. Většina z nich byla věřící a nově vzniklá církev československá husitská zde získala značnou podporu. Většinu obyvatel živilo zemědělství. Na polích se pěstovala převážně cukrová řepa. Rozparcelováním bartoušovského dvora během prvního desetiletí 20. století bylo rozděleno mezi dvacet čtyři místních zemědělců 36 ha úrodné půdy.
V roce 1924 byla zřízena obecní knihovna, která ke konci roku 1934 měla jednasedmdesát svazků. V roce 1925 byla většina vesnice elektrifikována. V roce 1929 Josefa Vondráčka dokončil stavbu ruční cihelny, která vyráběla pouze cihly. Výroba skončila v roce 1942.

### Druhá polovina dvacátého století
V padesátých letech 20. století museli statkáři odevzdat zemědělské stroje do traktorové stanice. V říjnu roku 1957 se konala  ustavující schůze Jednotného zemědělského družstva (JZD) a byly rozorány meze. Byl postaven kravín a drůbežárna. V červnu roku 1958 byla v domě čp. 17 otevřena prodejna potravin. V roce 1960 došlo ke sloučení místního JZD s Drahorazí a Pševsí v JZD Budoucnost se sídlem v Drahorazi. K 1. lednu 1964 byly sloučeny místní národní výbory (MNV) v Ketni, Drahorazi a Pševsi pod názvem MNV Drahoraz. Během roku 1965 došlo i ke sloučení místních požárních sborů. Od roku 1971 byla realizována regulace Keteňského potoka. Během roku 1977 byla dokončena ve vsi kanalizace. V polovině sedmdesátých let 20. století byla postavena nová prodejna potravin. Od 1. ledna 1985 byla ves pod správou MNV Jičíněves. První veřejný telefon byl zaveden do domu čp. 13 v únoru 1987. Ke konci roku 1990 žilo ve vsi trvale 58 osob.

## Památky
- Ukřižovaný (kulturní památka) – plastika Krucifixu byla postavena v roce 1780 na návsi. Stojí na obdélném kvádru na základové desce. Ústřední dřík je obdélný, v dolní části zdoben volutami. Čelní stěnu zdobí reliéf Panny Marie. Původně byl polychromovaný, ale při opravě natřen žlutou barvou. Vějířovitě se rozšiřující římsa zakončuje dřík v horní části. Nad římsou je připevněn krucifix s reliéfni plastikou Ježíše Krista. Plastika byla opravována v letech 1863, 1906, 1952 a v roce 2000.
- Mezi dvěma lípami z roku 1919 byl postaven v roce 1992 Krucifix, který byl postaven v místě původního dřevěného kříže. Ten zde stával snad již od 18. století do padesátých let století dvacátého. Nově postavený Krucifix je složen z různých částí více objektů. Betonový kvádr podstavce s litinovým Krucifixem stál původně na hřbitově v Drahorazi. Do betonového podstavce kříže byla vložena měděná schránka obsahující současné kovové mince (5 Kč, 2 Kč, 1 Kč, 0,50 Kč, 0,20 Kč, 0,10 Kč), fotografie zřizovatelů a zápisem o postavení Krucifixu.
- Zvonice zhotovená ze železných dílců stojí na návsi. Byla vztyčena 11. září 1916 a zhotovena místním kovářem Josefem Krchovem.[6]

Zachovalým objektem lidové architektury je roubená stavba čp. 2. Dalši objekty byly patrně s ohledem na trvalé bydlení značně přestavěny, například domy čp. 24, čp. 27, čp. 30 a čp. 44.

## Galerie

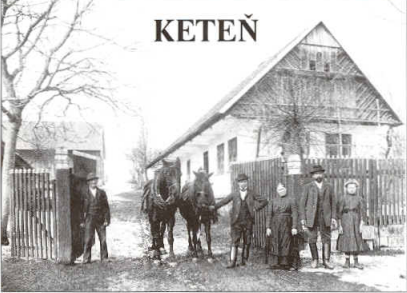
Statek čp. 32 – fotografie z roku 1912
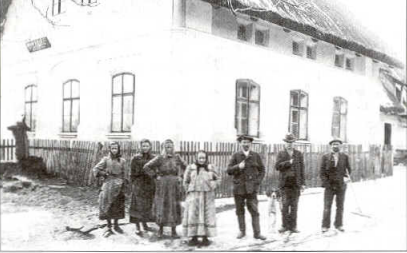
Dům čp. 26, hostinec – fotografie z roku 1912
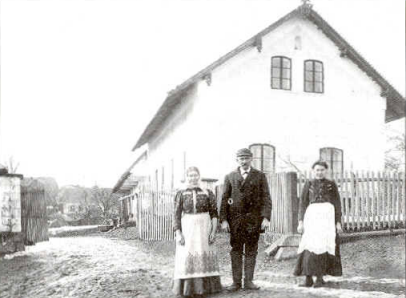
Dům čp. 25 – fotografie z roku 1905
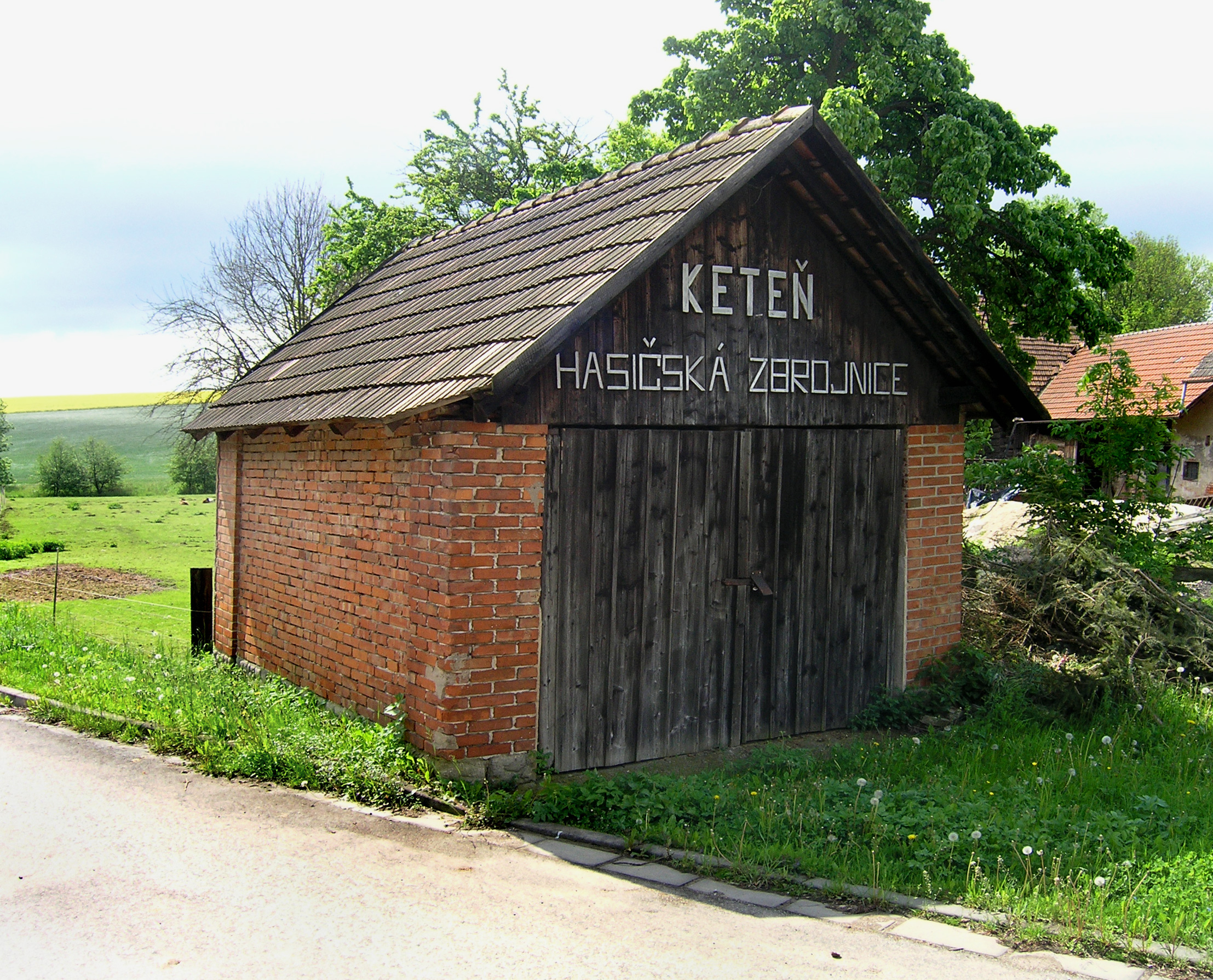
Hasičská zbrojnice
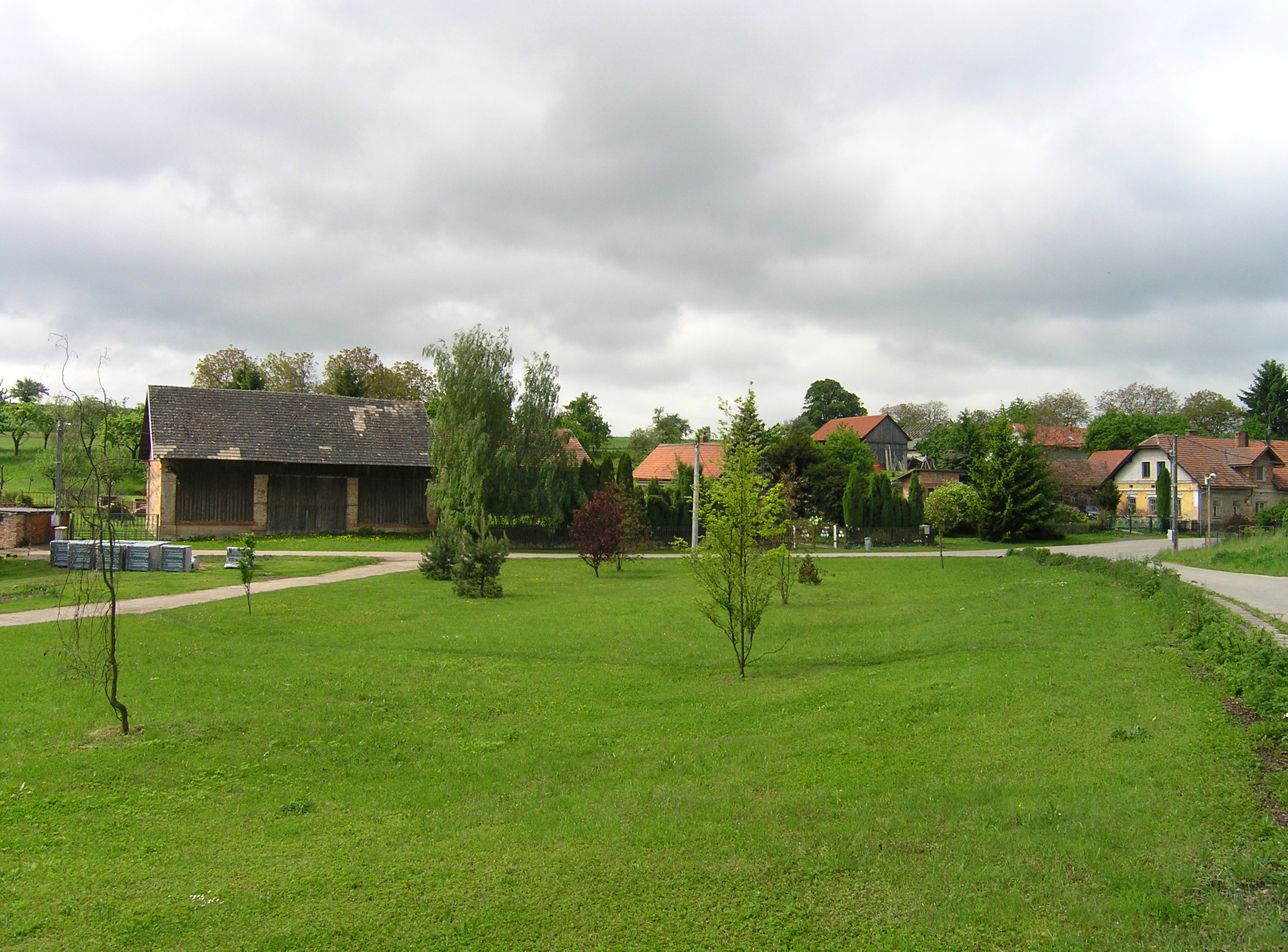
Náves
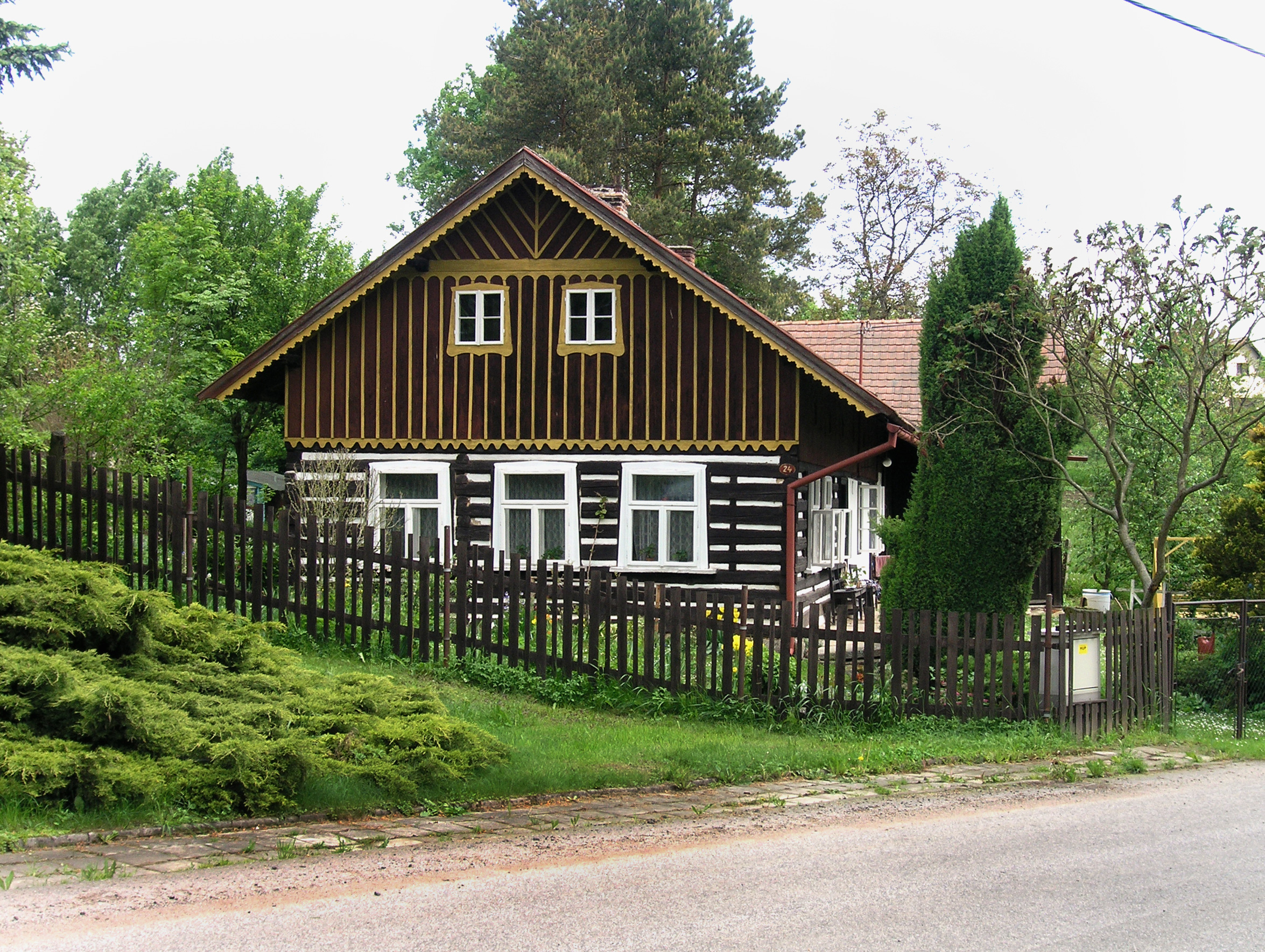
Keteň – dům čp. 24
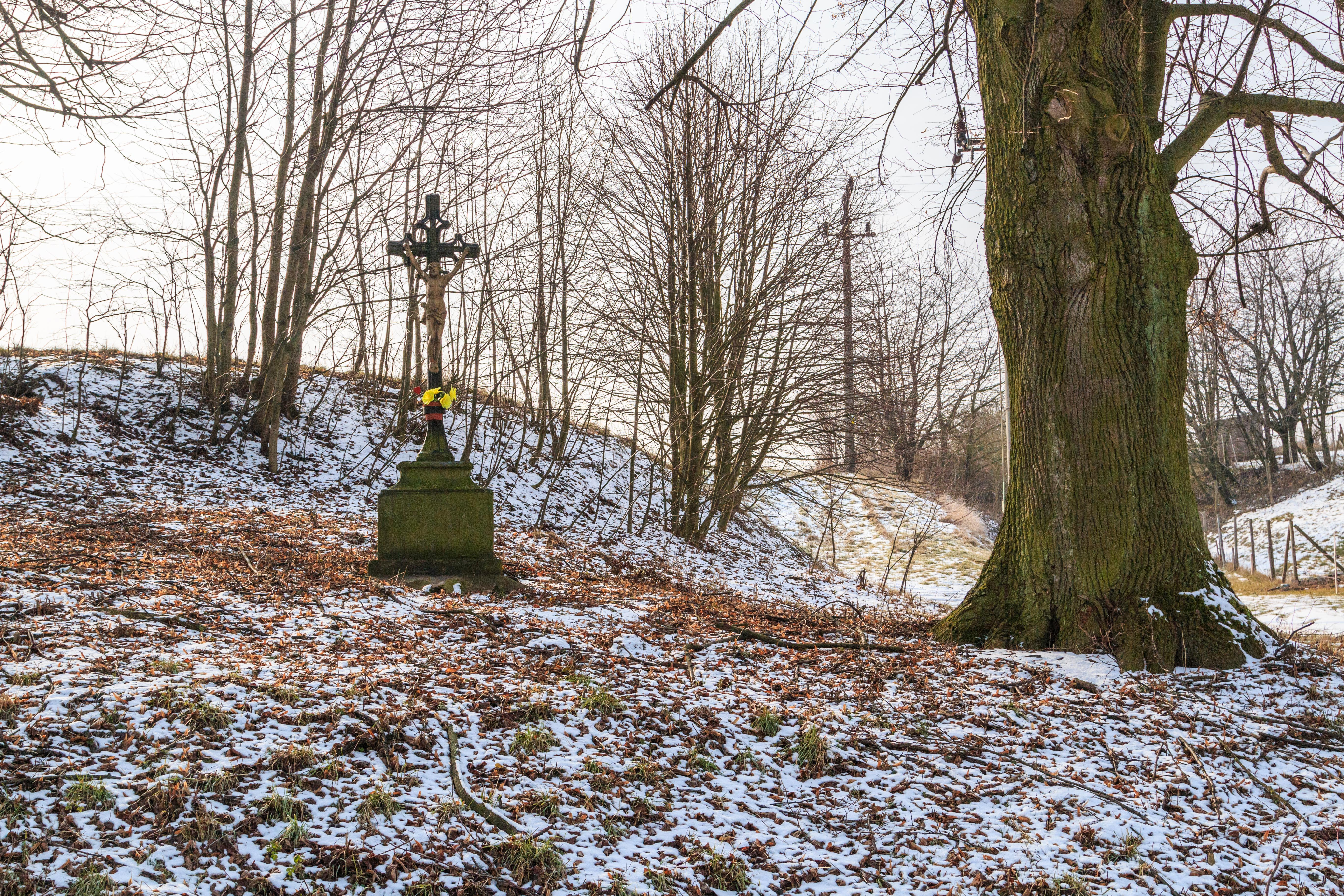
Lípy s křížkem